# Webwissenschaft
Webwissenschaft ist eine wissenschaftliche Forschungsdisziplin, welche die Bedeutung, Wirkung, Entwicklung und gesellschaftlichen Dimensionen des Internet und des World Wide Web untersucht. Sie beschäftigt sich mit Fragen der Strukturen, der Bewertung, der Einordnung, der Medienwirkung, der Medienkonvergenz und grundsätzlich der Medienentwicklung im Bereich der Online-Medien. Die Webwissenschaft ist bestrebt, auf Grundlage und unter Einbeziehung medien- und kommunikationswissenschaftlicher Methoden und Erkenntnisse einen eigenständigen webwissenschaftlichen Ansatz zu entwickeln.

## Definition
Die Webwissenschaft ist ein transdisziplinärer Forschungsansatz aus Medien- und Kommunikationswissenschaft, Rechtswissenschaft, Ökonomie, Soziologie, Computertechnologie und Philosophie. Neben der theoretischen Auseinandersetzung mit dem Web und einer Medienbegriffs-Definition des Internet bzw. des Web wird sie auch als angewandte Wissenschaft betrieben, wobei hier die konkrete Weiterentwicklung des Webdesigns, der Content-Produktion, des Retrieval, der Navigation und Usability im Mittelpunkt des Interesses stehen. Für die Theoriebildung der Webwissenschaft spielen sowohl das mediale Repertoire des Web (und die zu leistende notwendige medienspezifische Abgrenzung dieser Darstellungsformen zum Internet) als auch seine soziokulturelle Bedeutung eine große Rolle. Zu klären wird sein, ob das Medium/Massenmedium Web als Hybridmedium aufzufassen ist und inwieweit Webtheorien von den traditionellen einzelmedienwissenschaftlichen Diskursen profitieren.

## Entstehung
Tim Berners-Lee forderte 2006 in seinem Aufsatz Creating a Science of the Web in der Zeitschrift Science die Etablierung einer eigenständigen Webwissenschaft.
Berners-Lee beschreibt das Web als einen aus spezifischer formeller Sprache und Protokollen konstruierten Raum. Darin formen die menschlichen Interaktionen zwischen den Erstellern von Websites und deren Verlinkungen spezifische eigenständige und wachsende Strukturen. Diese menschlichen Interaktionen werden durch soziale Konventionen und Gesetze reguliert. Deshalb muss eine Webwissenschaft ihrer Natur nach interdisziplinär sein und das Ziel verfolgen, das Wachsen des Webs zu verstehen und Ansätze zu formulieren, die neue und nutzbringende Modelle hervorbringen.

## Etablierung
Tim Berners-Lee hat zusammen mit Wendy Hall, James Hendler, Nigel Shadbolt und Daniel J. Weitzner 2006 die Web Science Research Initiative (WSRI) als Zusammenschluss aus Computer Science and Artificial Intelligence Laboratory (CSAIL) am Massachusetts Institute of Technology (MIT) und der School of Electronics and Computer Science (ECS) an der University of Southampton gegründet. Ziel des WSRI ist es, die grundlegenden wissenschaftlichen Vorstöße zur Auseinandersetzung mit der zukünftigen Entwicklung des World Wide Webs zu ermöglichen. Der Web Science Trust, dem unter anderem Tim Berners-Lee, Wendy Hall, Nigel Shadbolt und Steffen Staab vorstehen, wird jährlich über das Curriculum im Bereich Web Science beraten.
Im deutschsprachigen Raum ist die Webwissenschaft bisher an folgenden Hochschulen institutionell etabliert:
- Technische Hochschule Köln im Rahmen des Studiengangs „Online-Redaktion“. Dieser von Helmut Volpers (Institut für Informationswissenschaft der TH Köln) aufgebaute BA-Studiengang existiert seit 2003 und enthält Elemente einer angewandten Webwissenschaft. Seit 2007 hat Helmut Volpers die erste Professur für Medien- und Webwissenschaft im deutschsprachigen Raum inne.
- Technische Hochschule Köln im Rahmen des berufsbegleitenden Masterstudiengangs „Web Science“
- Universität Koblenz-Landau, Institute for Web Science and Technologies – WeST als Masterstudiengang, Abschluss M.Sc.Web Science,[3] entwickelt von Steffen Staab. Der Studiengang ist interdisziplinär und international ausgerichtet, neben den informatischen und technischen Aspekten des Internets sind auch soziologische, linguistische und wirtschaftswissenschaftliche Ansätze Bestandteile des Curriculums. Das Institute for Web Science and Technologies – WeST ist mit dem Web Science Trust verbunden.
- An der Universität Koblenz-Landau wurde 2010 erstmals eine Web Science SummerAcademy angeboten, welche seitdem jährlich fortgesetzt wird.[4]

- Die Johannes Kepler Universität Linz hat im Wintersemester 2011/2012 ein Masterstudium Webwissenschaften eingeführt.[5][6] Es ist interdisziplinär ausgerichtet und für Absolventen unterschiedlicher Bachelor-Studien zugänglich. Es ist in unterschiedliche Studienzweige aufgeteilt: Social Web, Web Art & Design, Web Business & Economy, Web Engineering, Web und Recht.[7]